# La Chapelle-Vaupelteigne
La Chapelle-Vaupelteigne es una localidad y comuna francesa situada en la región de Borgoña, departamento de Yonne, en el distrito de Auxerre y cantón de Ligny-le-Châtel.

## Demografía
| 182 | 226 | 224 | 251 | 270 | 257 | 280 | 272 | 237 | 247 | 250 | 220 | 215 | 209 | 220 | 206 | 204 | 204 | 205 | 229 | 157 | 157 | 144 | 143 | 129 | 130 | 125 | 139 | 128 | 104 | 119 | 106 | 92 |
| Para los censos de 1962 a 1999 la población legal corresponde a la población sin duplicidades (Fuente: INSEE [Consultar]) |     |     |     |     |     |     |     |     |     |     |     |     |     |     |     |     |     |     |     |     |     |     |     |     |     |     |     |     |     |     |     |    |